# Shlomi Arbeitman
Shlomi Arbeitman (en hébreu : שלומי ארביטמן) est un footballeur israélien, né le 14 mai 1985 à Netanya. Il évolue au poste d'attaquant.

## Palmarès
- Maccabi Haïfa
  - Vainqueur du Championnat d'Israël en 2006 et en 2009
  - Vainqueur de la Coupe de la Ligue israélienne (Toto Cup) en 2006
- Hapoël Beer-Sheva
  - Vainqueur du Championnat d'Israël en 2016

## Distinctions personnelles
- Meilleur buteur du championnat d'Israël lors de la saison 2009/2010 avec 28 buts